# Cha Dong-min
Dans ce nom coréen, le nom de famille, Cha, précède le nom personnel.
Pour les articles homonymes, voir Cha.
Cha Dong-min, né le 24 août 1986 à Séoul est un taekwondoïste sud-coréen. Il a obtenu la médaille d'or lors des Jeux olympiques d'été de 2008 dans la catégorie des plus de 80 kg.
En 2011, il décroche la médaille d'argent lors des Championnats du monde disputés à Gyeongju.
En 2016, il décroche une médaille de bronze aux Jeux olympiques d'été de Rio de Janeiro.